# Parla con me (film)
Parla con me (Talk to Me) è un film del 2007 prodotto negli Stati Uniti e diretto da Kasi Lemmons.

## Trama
Anni '60: Petey Greene è un ex detenuto che diventa un attivista e uno degli speaker più seguiti nelle radio americane: "parla con me" è il suo motto.